# Alftan
För alftan-ristningen i Hagia Sofia, se Hagia Sofias runinskrifter
Alftan, även skrivet Alfthan och von Alfthan, är ett övervägande finländskt efternamn, som bärs av en släkt med ursprung i Alfta socken i dagens Ovanåkers kommun i Sverige. Namnet är känt sedan 1600-talet, då stamfadern Ericus Erici Alftanus (1580–1639) antog namnet. Den finländska ätten von Alfthan utgår från ämbetsmannen Georg Alfthan, som 1866 adlades med detta namn, och som 1886 erhöll friherrlig värdighet.

## Demografi
Följande antal personer är 2014 registrerade i Finland respektive Sverigemed namnvarianterna
- Alfthan, Finland 107, Sverige 18
- Alftan, Finland 35, Sverige 0
- von Alfthan, Finland 26, Sverige 0

Totalt blir detta 160 personer i Finland och 18 personer i Sverige. Den finländska siffran kan vara något för hög, då fullständiga uppgifter om bosättning i Finland inte lämnats.

## Personer med efternamnet Alftan eller varianter av detta namn
Personer utan angiven nationalitet är från Finland
- Arthur Alftán (1874–1929), svensk skådespelare
- Erik A. Alftan (1908–1995), ingenjör och författare
- Georg von Alfthan (1828–1896), ämbetsman
- Isak Alfthan (1888–1955), militär
- Johannes Alfthan (1830–1893), finländsk författare och publicist
- Kristian Axel von Alfthan (1864–1919), läkare och politiker
- Max Alfthan (1863–1914), militär och ämbetsman
- Robert Alftan (1940–2022), författare